# Наумчак, Ольга Ильинична
Ольга Ильинична Наумчак (1902, с. Клекотина — 6 апреля 1971, с. Михайловка) — Герой Социалистического Труда.

## Биографические сведения
Родилась в 1902 году в селе Клекотина (ныне — Шаргородский район Винницкой области) в семье крестьянина-бедняка. Трудовую деятельность начала в 1924 году в обществе совместного возделывания земли.
С 1928 по 1933 год работала председателем сельского потребительского общества.
С 1933 по 1959 года — бригадир полеводческой бригады колхоза им. Ленина села Михайловка. За достигнутые успехи в выращивании озимой пшеницы в 1948 году награждена орденом Ленина и медалью «Золотая Звезда».
Также награждена медалью «За доблестный труд в Великой Отечественной войне 1941-1945 гг.», «За доблестный труд в ознаменование 100-летия со дня рождения В.И. Ленина».
Из воспоминаний внука Анатолия Билыма: «В 1953 году когда умер Сталин, в Михайловку прилетел самолет, который приземлился на поле. Он прилетел специально за бабушкой, которая была в составе делегации от Украины на похоронах Сталина и стояла в Почетном карауле».
В 1959 году выходит на пенсию и исполняет обязанности председателя земельной комиссии и пенсионного совета колхоза.
Умерла 6 апреля 1971 года, похоронена в Михайловке.